# 목풀기
목풀기, 보컬 웜업(vocal warm-up)은 가창 연기 등을 위해 발성을 준비할 목적으로 행하는 일련의 운동이다.
목풀기의 이점에 관한 과학적 자료는 전무한 편이다. 이러한 운동이 근육 기능에 미치는 영향에 대한 연구는 상대적으로 적으며, 노래를 부르는 결과에 미치는 영향에 대한 연구는 훨씬 더 적은 편이다.

## 보칼리제

### 서양 고전 음악
- 가브리엘 포레 - 보칼리제 연습곡(1906)
- 모리스 라벨 - 아바네라 형식의 보칼리제 M.51(1907)
- 이고르 스트라빈스키 - 목가(1907)
- 카를 닐센 - 교향곡 3번의 2악장(1911)
- 세르게이 라흐마니노프 - 보칼리제 작품번호 34의 14(1912)
- 니콜라이 메트네르 - 보칼리제 소나타 작품번호 41의 1의 2악장(1922), 보칼리제 모음곡 작품번호 41의 2(1927)
- 자크 이베르 - 아리아 형식의 보칼리제(1931)
- 올리비에 메시앙 - 보칼리제 연습곡(1935)
- 라인홀트 글리에르 - 콜로라투라 소프라노 협주곡 바단조 작품번호 82(1943)

## 같이 보기
- 음성